# 李起彬
李 起彬（イ・ギビン、朝鮮語: 이기빈、1932年5月2日 - 2023年6月23日）は、大韓民国の教育者、政治家。第13代韓国国会議員。
本貫は全州李氏。仏教徒。

## 経歴
済州島北済州郡（現・済州特別自治道済州市）出身。ソウル大学校を経て東国大学校経営大学院、高麗大学校政策科学大学院修了。国策研究中央会長、漢江実業高等学校（現在は廃校）校長、大起学園理事長を経て、1988年の第13代総選挙で無所属で国会議員に当選した後、民主正義党に入党し、国会法律開発特別委員・予算決算特別委員・農林水産委員、民主自由党政策委員会副議長、財団法人大起文化財団理事長を務めた。1992年の第14代総選挙では民主自由党の候補として出馬したが、同党の公認から脱落した前回のライバルだった梁正圭に敗れて落選した。以後は政界を離れ、中国で実業を経営した。
2023年6月23日に死去。享年91。